# Miejski Klub Sportowy Znicz Basket Pruszków
L'M.K.S. Znicz Basket Pruszków è una società cestistica avente sede a Pruszków, in Polonia. Fondata nel 1923, gioca nel campionato polacco.

## Palmarès
- Campionato polacco: 2

1994-95, 1996-97
- Coppa di Polonia: 2

1998, 1999